# روبن سالازار
روبن سالازار (انگلیسی: Rubén Salazar؛ ۳ مارس ۱۹۲۸ – ۲۹ اوت ۱۹۷۰) یک روزنامه‌نگار اهل مکزیکی آمریکایی بود. وی بین سال‌های ۱۹۵۶ تا ۱۹۷۰ میلادی فعالیت می‌کرد.